# Acadêmicos do Campo Limpo
O Grêmio Recreativo Cultural Escola de Samba Acadêmicos do Campo Limpo é uma escola de samba da cidade de São Paulo, fundada em 12 de abril de 2013. Está situada no Jardim Catanduva, na Zona Sul da capital, na região do Campo Limpo. 

## História
A primeira aparição da escola com proposta de desfile foi em 2016, como pleiteante na Vaga Aberta da UESP  (União das Escolas de Samba Paulistanas), com o enredo "O sonho virou realidade", com o samba composto por Augusto Esplêndido.
De lá para cá a escola continuou a desfilar na Vaga Aberta até 2019, quando subiu para o Acesso de Bairros 3 para 2020, pela UESP. Após ficar em penúltimo lugar no Carnaval de 2022, a agremiação foi suspensa a desfilar em 2023 por parte da UESP, devendo retornar em 2024.

## Carnavais
| Ano  | Colocação | Grupo | Enredo | Carnavalesco | Ref.         |
| ---- | --- | --- | --- | --- | ------------ |
| 2019 | 5º Lugar | Vaga Aberta | Negro o que Fizeste com o que foi Feito de Você na História.                                                           | | [ 3 ] [ 4 ]  |
| 2020 | 9º Lugar | Acesso 3 de Bairros | O poder feminino que transforma a sociedade.                                                                           | | [ 5 ]        |
| 2021 | Inicialmente adiados para o mês de julho, os desfiles do Carnaval 2021 foram cancelados devido a pandemia de Covid-19. | Inicialmente adiados para o mês de julho, os desfiles do Carnaval 2021 foram cancelados devido a pandemia de Covid-19. | Inicialmente adiados para o mês de julho, os desfiles do Carnaval 2021 foram cancelados devido a pandemia de Covid-19. | Inicialmente adiados para o mês de julho, os desfiles do Carnaval 2021 foram cancelados devido a pandemia de Covid-19. | [ 6 ]        |
| 2022 | 13º Lugar | Acesso 3 de Bairros | O sonho virou realidade                                                                                                | | [ 7 ] [ 8 ]  |
| 2023 | Não Desfilou | Não Desfilou | Não Desfilou | Não Desfilou | Não Desfilou |
| 2024 | 6º Lugar | Acesso 3 de Bairros | Acorda Fenix, Campo Limpo quer se divertir!                                                                            | João Vitor Barbosa | [ 9 ]        |